# Боднарів (гміна)
Ґміна Боднарів — колишня сільська ґміна Станиславівського повіту часів Станиславівського воєводства Польської республіки (1934–1939 рр.) і Крайсгауптманшафту Станіслав — складової частини Дистрикту Галичина (1941—1944). Центром ґміни було село Боднарів.
Об’єднану сільську Боднарівську ґміну було утворено 1 серпня 1934 р. у межах адміністративної реформи в ІІ Речі Посполитій із суміжних тогочасних сільських ґмін: Боднарів, Бринь, Височанка, Вікторів, Комарів, Майдан, Мединя, Сапогів і Тязів .
У 1931 р. у ґміні налічувався 2 621 житловий будинок.
17 січня 1940 р. ґміна була ліквідована, а територія увійшла до новоствореного Галицького району. Ґміна була відновлена на час німецької окупації з липня 1941 р. до липня 1944 р. у дещо зменшеному вигляді: Мединя була передана до новоутвореної ґміни Галич, а Тязів — до ґміни Єзуполь. На 01.03.1943 у ґміні було 9 407 мешканців..